# Blotiella currorii
Blotiella currorii is een plantensoort uit de adelaarsvarenfamilie (Dennstaedtiaceae). Het is een varen met een massieve wortelstok en die een rechtopstaande of kort kruipende groeivorm heeft.
De soort komt voor in tropisch Afrika en op het eiland Madagaskar. Hij groeit daar in vochtige groenblijvende bossen, op schaduwrijke plekken.

## Synoniemen
- Lonchitis currorii (Hook.) Mett. ex Kuhn
- Litobrochia currorii J.Sm.
- Pteris currorii Hook.